# Clypeobarbus hypsolepis
Clypeobarbus hypsolepis är en fiskart som först beskrevs av Daget, 1959.  Clypeobarbus hypsolepis ingår i släktet Clypeobarbus och familjen karpfiskar. IUCN kategoriserar arten globalt som livskraftig. Inga underarter finns listade i Catalogue of Life.